# Accra erythrocyma
Accra erythrocyma is een vlinder van de familie van de bladrollers (Tortricidae). De wetenschappelijke naam van deze soort is voor het eerst voorgesteld als Argyrotoxa erythrocyma door Edward Meyrick in een publicatie uit 1930.
De soort komt voor in Kameroen.